# Union Sportive Arlequins Perpignanais
O Union sportive arlequins perpignanais, conhecido também como USAP, é um clube francês de rugby union com sede na cidade de Perpinhã. É também o segundo maior vencedor do Top 14, o principal torneio da modalidade na França, com 16 conquistas. Disputa suas partidas como mandante no Stade Aimé Giral.

## Jogadores históricos
- Percy Montgomery